# 김수영 (1921년)
김수영(金洙暎, 1921년 11월 27일 ~ 1968년 6월 16일)은 대한민국의 시인이다.

## 생애
1921년 11월 27일, 서울 종로구 관철동에서 아버지 김태욱과 어머니 안형순 사이의 8남매의 장남으로 태어났다. 어린 시절 병약했으며, 선린고등상업학교 시절에는 오스카 와일드의 원문 시작품들을 외워 읽을 만큼 영어 성적이 우수했다. 1941년 선린상업학교(5년 과정)를 졸업하고 이듬해 일본으로 건너갔다. 그러나 일본에서는 중학교 과정 졸업만으로 인정되었기에 일본 대학에 가기 위해서는 고등학교 졸업 자격이 필요했다. 따라서 이 자격을 얻기 위해 도쿄에 있는 조후쿠[城北] 고등예비학교에 들어갔다(한국의 검정고시 학원과 유사). 몰락해 가는 집안의 기대를 등에 지고 일본 유학을 떠났지만, 대학 입학 자격을 위한 예비학교에는 서너달 적을 두었을 뿐, 이내 학업을 포기하고 연극에 몰두하였다. 이 시기부터 해방을 맞기까지 그는 연극 활동에 몰입했는데, 그것은 현실 도피에 가까운 것이었다. 일제강점기 말에 학병 징집을 피해 만주의 길림성으로 이주했다가 광복과 함께 귀국하여 시 창작을 시작하였다. 또 연희전문학교에서 잠시 수학했으나, 졸업하지 못한 채 중퇴했으며, 1947년 예술부락에 〈묘정(廟庭)의 노래〉를 발표하면서 등단한 후 김경린, 박인환과 함께 시집 《새로운 도시와 시민들의 합창》을 발표하여 주목을 끌었다.
한국 전쟁 때 서울을 점령한 조선인민군에 징집되어 참전했다가 거제도 포로수용소에서 석방되었다.(반공포로라고 함) 

당시 그의 심정은 수필 《내가 겪은 포로생활》에 자세히 나온다.
내가 겪은 포로생활

나는 브라우닝 대위를 통해 임 간호사를 알게 되었고, 임 간호원이라는 30이 훨씬 넘은 인텔리 여성을 통하여 사회 소식을 듣게 되었다. 임 간호원은 아침마다 흰 수건에 계란을 싸가지고 오든지, 김밥 같은 것을 싸 가지고 와서 사람들의 눈을 피하여 넌지시 나의 호주머니에 넣어주는 것이다. 그렇게 연예를 하여 보려고 해도 연애를 죽어도 하지 못하던 내가 이 포로수용소 지옥 같은 곳에서 진정하고 영원한 사랑을 얻게 될 줄이야.
나는 틈만 나면 성서를 읽었다. 인민재판이 수용소 안에서 벌어지고, 적색 환자까지 떼를 모아 일어나서 반공청년단을 해산하라는 요구를 들고 날뛰던 날 밤에 나는 열한 사람의 동지들과 이 수용소를 탈출하여 가지고 거제도로 이송되어 갔다. 거제도에 가서도 나는 심심하면 돌벽에 기대서서 성서를 읽었다. 포로 생활에 있어서 거제리 제14야전병원은 나의 고향 같은 것이었다. 거제도에 와서 보니 도무지 살 것 같지 않은, 마음에 들지 않는다. 너무 서러워서 뼈를 어이는 설움이란 이러한 것일까? 아무것도 의지할 곳이 없다는 느낌이 들수록 나는 진심을 다하여 성서를 읽었다. 성서의 말씀은 주 예수 그리스도의 말씀인 동시에, 임 간호원의 말이었고, 브라우닝 대위의 말이었고, 거제리를 탈출할 때에 구제하지 못하고 남겨두고 온 젊은 동지의 말이었다. 김수영(2018),이영준 편집함, 《김수영 전집》2, 민음사 37쪽.
나는 브라우닝 대위를 통해 임 간호사를 알게 되었고, 임 간호원이라는 30이 훨씬 넘은 인텔리 여성을 통하여 사회 소식을 듣게 되었다. 임 간호원은 아침마다 흰 수건에 계란을 싸가지고 오든지, 김밥 같은 것을 싸 가지고 와서 사람들의 눈을 피하여 넌지시 나의 호주머니에 넣어주는 것이다. 그렇게 연예를 하여 보려고 해도 연애를 죽어도 하지 못하던 내가 이 포로수용소 지옥 같은 곳에서 진정하고 영원한 사랑을 얻게 될 줄이야.

나는 틈만 나면 성서를 읽었다. 인민재판이 수용소 안에서 벌어지고, 적색 환자까지 떼를 모아 일어나서 반공청년단을 해산하라는 요구를 들고 날뛰던 날 밤에 나는 열한 사람의 동지들과 이 수용소를 탈출하여 가지고 거제도로 이송되어 갔다. 거제도에 가서도 나는 심심하면 돌벽에 기대서서 성서를 읽었다. 포로 생활에 있어서 거제리 제14야전병원은 나의 고향 같은 것이었다. 거제도에 와서 보니 도무지 살 것 같지 않은, 마음에 들지 않는다. 너무 서러워서 뼈를 어이는 설움이란 이러한 것일까? 아무것도 의지할 곳이 없다는 느낌이 들수록 나는 진심을 다하여 성서를 읽었다. 성서의 말씀은 주 예수 그리스도의 말씀인 동시에, 임 간호원의 말이었고, 브라우닝 대위의 말이었고, 거제리를 탈출할 때에 구제하지 못하고 남겨두고 온 젊은 동지의 말이었다. 김수영(2018),이영준 편집함, 《김수영 전집》2, 민음사 37쪽.
김수영 시인은 일본어와 영어에 능통하였기 때문에, 통역 일과 잡지사, 신문사를 전전하며 시작과 번역에 전념하였다.
1957년 제1회 시인협회상을 받았다. 1959년 첫 단독 시집 《달나라의 장난》을 춘조사에서 출간하였다. 이 시기의 시들은 바로 살고자하는 의지와 그것을 불가능하게 하는 현실사이의 갈등과 슬픔의 극복이 중심적인 내용을 이루고 있다. 이후 번역과 작품 활동을 계속하다가 1968년 6월 15일 밤 술자리가 끝나고 귀가하던 길에 서울 마포구 구수동에서 인도로 뛰어든 좌석버스에 치여 병원으로 옮겨진 뒤 다음날 새벽에 48세의 젊은 나이로 사망했다.
2013년 그가 생전에 거주했던 서울특별시 도봉구에서 김수영 시인을 기리고 그의 시문 및 시학의 업적을 기리는 김수영문학관을 설립하였다. 쌍문역에서 내려 마을버스 06번을 타면 김수영 문학관 정류장에서 내릴 수 있다.  김수영 시인의 대표시인 풀을 쓴 벽, 김수영 시인이 읽은 잡지인 파르티잔(아시아문화재단에서 펴낸 좌파 잡지.), 파르티잔 잡지를 담았던 봉투와 쪽지에 쓴 글, 시를 쓸 때에 쓴 책상과 의자, 관련논문을 모은 책장, 김수영 시인의 삶을 적은 전시물 등 김수영 시인을 이해하는 데에 도움을 받는 곳이다.

## 문학 세계

### 군부독재에 저항하여 자유를 말하는 시인
한국의 대표적 참여 시인으로 평가받는 김수영은 초기에는 현대문명과 도시생활을 비판하는 시를 주로 쓰다가 4.19 혁명을 기점으로 표현의 자유를 억압하는 박정희 군사독재정권의 탄압과 압제에 맞서 적극적으로 부정과 타협하지 않는 정신을 강조하는 시를 썼다. 그는 이렇게 썼다. "4.19 때 나는 하늘과 땅 사이에서 통일을 느꼈소.... 헐벗고 굶주린 사람들이 그처럼 아름다워 보일 수가 있습니까!"김수영 시인은 이어령과의 논쟁을 했는데, 나치독일이 뭉크의 그림을 음란하다면서 탄압한 문화사를 예로 들어, "불온한 문학을 발표할 수 있는 사회가 정상사회"라고 비판했다.(1968년 조선일보에서의 불온문학 논쟁)한국방송통신대학교 국어국문학과 1학년 1학기 교과서인 《글과 생각》(조남철, 이호권, 박종성 씀)에서 사상의 자유에 대해 생각해보도록 하는 예문으로 인용할 정도로 김수영의 온전한 자유인으로서의 길은 꾸준하였다. 이러한 비판정신은 《김일성 만세》에서 김일성 만세를 외칠 수 있는 즉 표현의 자유가 있는 민주주의 사회를 상상하는 데에 이를 정도로 김수영은 자유를 향한 길을 걷고자 하였다. 

### 생활에서 시를 쓰는 시인
폭포, 채소밭에서, 보그(김현경 여사가 의상실을 운영했는데, 의상실에 놓인 보그를 보고 쓴 시), 원효대사(드라마 원효대사를 보고 쓴 시) 등 김수영 시인은 생활에서 소재를 찾아서 시를 썼으며, 젊은 문인들이 김동리 작가 등의 영향에서 벗어나, 자신만의 문학을 하지 못함을 안타깝게 여겼다. 자세한 설명은 김수영 시인 100주년인 2021년에 한겨레에 연재한 글을 출판한, 맹문재, 김응교 외(2022),《이 모든 불온한 반동이 좋다》, 한겨레출판, 이영준 전 민음사 편집장이 김수영 시인의 시론과 산문을 편집한 이영준 편집, 《시여 침을 뱉어라》,민음사를 참조하라.

### 김현 선생의 평가
평론가 김현은 그를 "1930년대 이후 서정주·박목월 등에서 볼 수 있었던 재래적 서정의 틀과 김춘수 등에서 보이던 내면의식 추구의 경향에서 벗어나 시의 난삽성을 깊이 있게 극복할 수 있는 계기를 마련했던 공로자"라고 평가한다.

### 김수영 문학상
그의 사후 민음사에서는 그를 기념하는 김수영 문학상을 제정하여 1981년 이후 매년 수여하고 있다.

### 사랑받는 시인
이영준 민음사 전 편집장에 의하면, 김수영 시인은 생전에도 문인들에게 존경을 받았는데(민음사 세계문학전집 시여 침을 뱉어라의 작품해설), 지금도 국어국문학을 전공하는 대학원생들 사이에서 김수영 시인을 연구하는 분들이 많으니 김수영 시인 외의 문학을 연구하자는 뜻인 "수영 금지"라는 말이 있고, 실제로 김수영 문학관에 가서 논문을 읽어보면 4단 책장에 김수영 시인의 시를 공부한 학자들의 논문이 가득 있을 정도로 문학연구자들의 사랑을 받고 있다.  

## 시
- 《풀》
- 《폭포》
- 《눈》
- 공자의 생활난 등

## 저서

### 시집
- 《새로운 도시와 시민들의 합창》 (합동시집, 1949년) : 고 박인환 시인등과 같이 펴낸 시집임.
- 《달나라의 장난》 (1958년)
- 《거대한 뿌리》 (1974년)
- 김수영은 스스로 자신의 시어가 평범하다고 했지만, 시와 산문에서 확인할 수 있듯이 말(언어)에 대한 그의 생각은 매우 진보적이다. 김수영은 일체의 정립된 언어와 고정된 언어를 부정직한 것으로 여겼다. 그의 언어는 관습의 언어가 아니라 “자기의 언어”이며, 대물림한 언어가 아니라 새로운 의미를 담고 있는 언어다. 김수영의 시에는 한자어와 영어와 일본어가 동시에 등장하고, 문어와 구어가 구별 없이 사용되며, 관념어와 구체어가 섞여 있음을 발견할 수 있다.
- 이영준, 김수영 전집1(시), 2(산문), 민음사

### 산문집
- 나는 바보다
- 《퓨리턴의 초상》 (1976년)

### 문학평론 및 기독교방송 원고모음
- 김수영 씀, 이영준 편집(2022), 민음사 세계문학전집《 시여 침을 뱉어라 외,》 민음사

### 번역서
- 《카뮈의 사상과 문학》 (김붕구 공역, 1958년)
- 《현대문학의 영역》

- 박계영(구성), 임한결(조연출), 김한중(연출) (2010년 4월 19일). 《지식채널e 그 해 4월, 시인 김수영 1부》 (텔레비전 프로그램). 한국교육방송공사. 2010년 4월 25일에 확인함.[깨진 링크(과거 내용 찾기)]

## 가족 관계
- 배우자: 김현경 (1927년 ~ 2025년 5월 22일)
  - 아들: 김우
  - 딸: 김선주

## 같이 보기
- 한국 문학